# Feidel David
Feidel David Kassel (auch Fajtel; * unbekannt in Elfershausen; † 6. Oktober 1801 in Kassel) war ein deutscher jüdischer Hoffaktor am Hof der Landgrafschaft Hessen-Kassel.

## Leben
Während des Siebenjährigen Krieges stieg der Schutzjude David unter der Regentschaft des Landgrafen Friedrich II. von Hessen-Kassel vom Hoflieferanten (1756) zum Hof- und Kammeragenten (1763) auf, wurde 1792 zum Oberhof- und Kammeragenten hervorgehoben. Für seinen Sohn David Feidel (1759–1836) erreichte 1785 er die Garantie einer Übernahme des Amtes. Dieser ließ sich 1777 in Frankfurt am Main nieder, wo er auch für Hessen-Kassel und den König von Dänemark Geschäfte betrieb. Tatsächlich übernahmen 1801 Moses Büding und 1803 Mayer Amschel Rothschild das Amt unter Landgraf Wilhelm I. Seine Tochter Leah heiratete den Hamburger Bankier Wolf Levin Popert († 1791). Seine Tochter Hanna († 1796) heiratete den Frankfurter Bankier Gumperz Isaak Ellissen(-Reuse) (1755–1818).
Im Siebenjährigen Krieg besorgte Feidel David für den Landgrafen den Transfer der englischen Subsidien. Er soll zu den Organisatoren des Soldatenhandels unter Landgraf Friedrich II. von Hessen-Kassel gehört haben, der in der Zeit des Amerikanischen Unabhängigkeitskrieges erfolgte. Obwohl sein Anteil daran ziemlich unklar ist, gehört es bis in die Gegenwart zum Inhalt antisemitischer Propaganda, oft im Zusammenhang mit dem Aufstieg der Rothschilds.  

## Einzelbelege
1. ↑  Almut Rüllmann: Adolf Freiherr Knigge und die Juden. In: Horst Gronke, Thomas Meyer, Barbara Neisser (Hrsg.): Antisemitismus bei Kant und anderen Denkern der Aufklärung: prämierte Schriften des wissenschaftlichen Preisausschreibens "Antisemitische und antijudaistische Motive bei Denkern der Aufklärung". Königshausen & Neumann, 2001, ISBN 978-3-8260-2144-2, S. 153–225 (google.de [abgerufen am 24. März 2020]).
2. ↑  Oluf Gerhard Tychsen: Gutachten nach jüdischen Gesetzen über die Frage: Kann ein vor einem christlichen Gericht von einem Ehepaar nach christlichen Gesetzen errichtetes wechselseitiges Testament, vorherige bündigst stipulirte Erb-Verträge desselben vernichten? Adler, 1806 (google.de [abgerufen am 24. März 2020]).
3. ↑  Grabmal für Channa bat Feitel Kassel ⚭ Gumpel Reuse Jewish Cemetery Frankfurt am Main, Battonnstraße. In: epidat. (steinheim-institut.de [abgerufen am 24. März 2020]).
4. ↑  Michael North: Kommunikation, Handel, Geld und Banken in der Frühen Neuzeit. Walter de Gruyter, 2014, ISBN 978-3-11-039855-7 (google.de [abgerufen am 24. März 2020]).
5. ↑  J. Friedrich Battenberg: Hofjude ohne Hof. Der Kasseler Oberhofagent Feidel David, ein Vorgänger Mayer Amschel Rothschilds. In: Aschkenas. Band 20, Nr. 1, 2011, ISSN 1865-9438, S. 21–69, doi:10.1515/asch.2010.003 (degruyter.com [abgerufen am 24. März 2020]).

| Personendaten    | Personendaten                                                         |
| ---------------- | --------------------------------------------------------------------- |
| NAME             | David, Feidel                                                         |
| ALTERNATIVNAMEN  | David Kassel, Feidel (vollständiger Name); David, Fajtel              |
| KURZBESCHREIBUNG | deutscher jüdischer Hoffaktor am Hof der Landgrafschaft Hessen-Kassel |
| GEBURTSDATUM     | 18. Jahrhundert                                                       |
| GEBURTSORT       | Elfershausen                                                          |
| STERBEDATUM      | 6. Oktober 1801                                                       |
| STERBEORT        | Kassel                                                                |